# 51823 Rickhusband
51823 Rickhusband eller 2001 OY28 är en asteroid i huvudbältet som upptäcktes den 18 juli 2001 av NEAT vid Palomar-observatoriet. Den är uppkallad efter den amerikanska astronauten Rick Husband som omkom i olyckan med rymdfärjan Columbia den 1 februari 2003.
Asteroiden har en diameter på ungefär 8 kilometer och den tillhör asteroidgruppen Lixiaohua.